# Croton heterotrichus
Croton heterotrichus là một loài thực vật có hoa trong họ Đại kích. Năm 1866, Müll.Arg. đã cung cấp mô tả khoa học đầu tiên về nó..